# آما ابیبریس

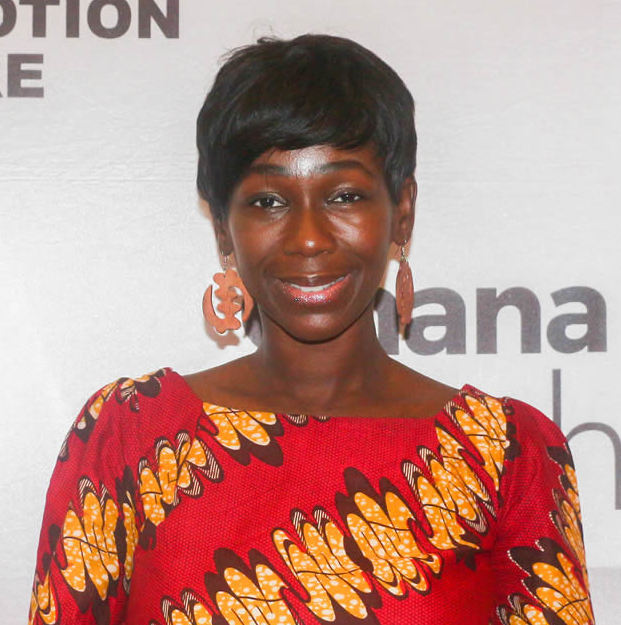

آما ابیبریس (زاده ۳ مه ۱۹۸۰) یک هنرپیشه، مجری تلویزیون و تهیه‌کننده بریتانیایی غنائی است. وی در غنا به دنیا آمد و در غرب لندن بزرگ شد. او برنده جایزه بهترین بازیگر نقش اول زن در سال ۲۰۱۱ در جوایز آکادمی فیلم آفریقا برای بازی درخشانش در شن‌های خیس شد. ابیبریس در فهرست ۲۰ بازیگر و هنرپیشه برتر آفریقایی توسط film contacts.com قرار گرفته‌است. او راوی و تهیه‌کننده فیلم Bury Kojo است که در نتفلیکس منتشر شد.